# Bieruń Stary (gmina)
Bieruń Stary (do 1954 Bieruń Nowy) – dawna gmina wiejska istniejąca w latach 1973–1975 w województwie katowickim (dzisiejsze śląskie). Siedzibą władz gminy był Bieruń Stary, który stanowił odrębną gminę miejską (obecnie część Bierunia).
Gmina Bieruń Stary została utworzona 1 stycznia 1973 w powiecie tyskim w województwie katowickim. W jej skład weszły sołectwa Bijasowice, Czarnuchowice, Nowy Bieruń i Ściernie.
27 maja 1975 jednostka została zniesiona, a jej obszar (wraz z miastem Bieruń Stary) włączony do Tychów (od 1991 Bieruń jest ponownie samodzielnym miastem).